# Dicranota luteibasis
Dicranota luteibasis är en tvåvingeart som beskrevs av Alexander 1966. Dicranota luteibasis ingår i släktet Dicranota och familjen hårögonharkrankar. Inga underarter finns listade i Catalogue of Life.